# 因弗雷里城堡

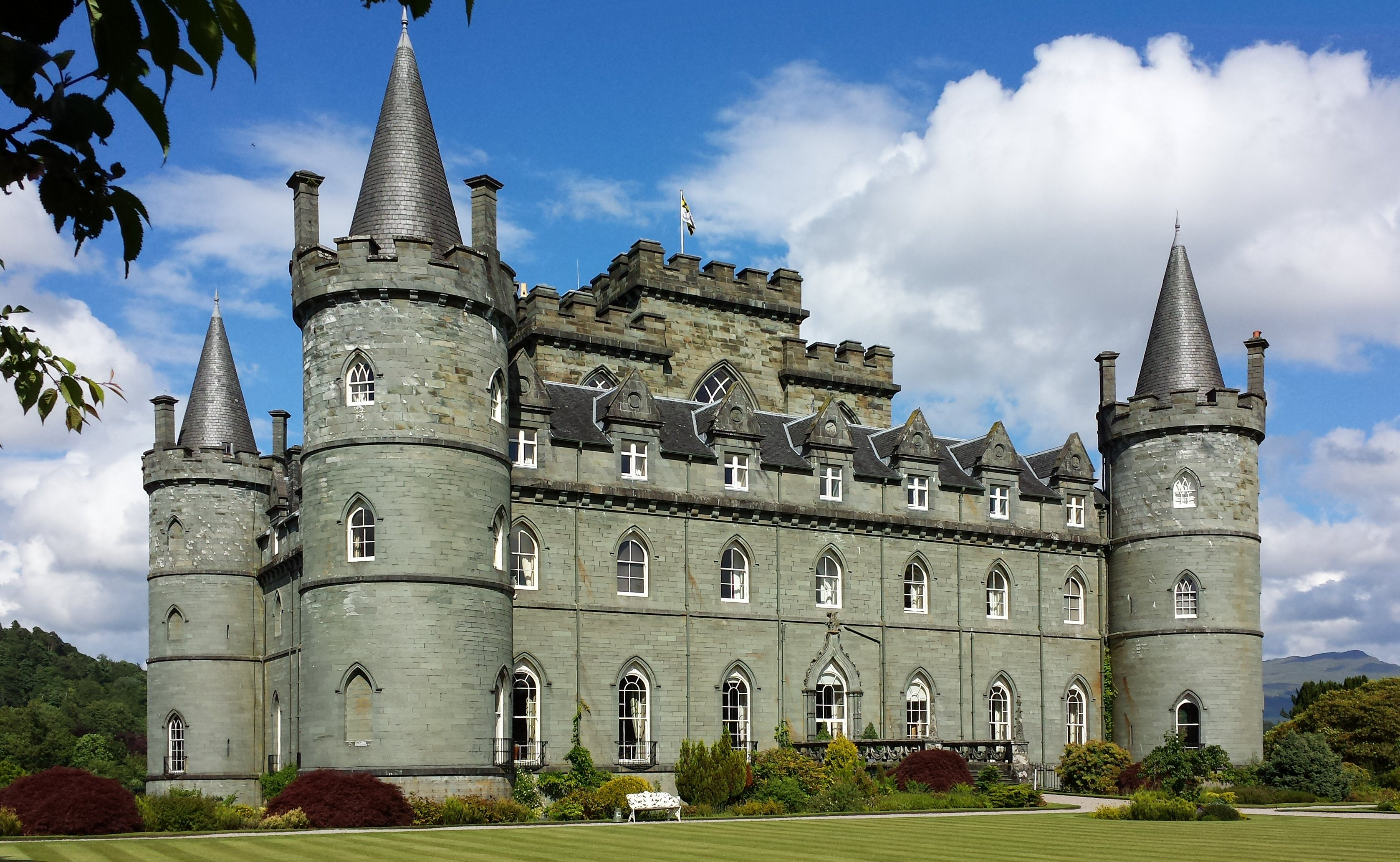
因弗雷里城堡

因弗雷里城堡（英語：Inveraray Castle）是位于苏格兰西部阿盖尔郡因弗雷里附近菲恩湖岸边的乡间城堡。它是哥特复兴式建筑早期典型之一。自18世纪以来，该地一直是坎贝尔氏族首领阿盖尔公爵的所在地。